# 茜音
茜音（あかね、1995年5月20日 - ）は、日本のタレント、女優。埼玉県所沢市出身。
ガールズ演劇ユニット「Girl〈s〉ACTRY」のメンバー。かつてホリプロに所属していた。

## 略歴
- 2010年3月よりホリプロに所属し、演劇ガールズユニット「Girl〈s〉ACTRY」のメンバーとして活動を開始。
- 2019年4月以降は事務所のホームページから削除されており、それ以降の動向は不明である。

## 人物
- 好きなの男性のタイプはかなり理想が高くほぼ夢（本人談）[1]。外見は身長175以上服装はカジュアルでVネックが似合ってチノパンが似合う人で髪の毛はあんま長くない人。中身はクール（無口が好き）、一途な人、チャラくない人、食べ方が男らしい人、優しい人。でもこれはあくまでも理想であって、好きになった人が好き。兄が26歳（2012年時点）なので、兄より年下の人がいいらしい。なお、理想の男性は、速水もこみち。
- 趣味は料理、ダンス、プロフィールなどを書くこと、散歩。なお、2014年3月に行われた記念イベントから、新たに「リアルガチ」と「リスペクト」が趣味になった。
- 正確には、小学生の頃に埼玉県に引っ越して来たので、出身地と言うわけではない。なお、出身地は不明。
- 好きなアーティストは、EXILE、安室奈美恵、RADWIMPS、西野カナ、AKB48
- Girl〈s〉ACTRYでは特に巴奎依・門田典子と仲がよく中でも巴奎依は頻繁にお互いのブログに登場する。
- 将来の目標は女優さん。目標とする女優は米倉涼子。本人曰く「色んな演技をして、人の感情を明るくしたり、暗くしたり、悲しくさせたり…そういうことができる女優になりたい」とのこと。

## 出演

### DVD & ブルーレイ
- あかね色（2015年12月18日、リバプール）

### テレビ
- G.A.T〜ガールズアクトリータイム（2010年、TOKYO MXテレビ）
- G.A.days〜ジー・エー・デイズ〜（2010年、TOKYO MXテレビ）
- UMU全国アイドルお取り寄せ展（2010年、TOKYO MXテレビ）
- 7つの海を楽しもう!世界さまぁ〜リゾート（2015年10月 - 2017年9月、TBSテレビ）

### ドラマ
- 湘南少女 episode3～世界がひろがる瞬間～（2011年、J:COM） - 松本楓 役
- 家族八景 第3話 （2012年2月2日、MBS） - 神波道子 役
- 「2ちゃんねるの呪い7」- 千夏 役
- 新・牡丹と薔薇（2015年11月 - 2016年1月、東海テレビ） - 遥香 役
- ドラマミステリーズ 〜カリスマ書店員が選ぶ珠玉の一冊〜（2017年、フジテレビ）

### 映画
- 凍牌 裏レート麻雀闘牌録（2013年、エスピーオー）- アミナ 役

### 雑誌
- キヤノン EOS 8000D マニュアル（2015年8月31日発売、日本カメラ社）ISBN 978-4817943620
- 7代目ミスマリンちゃん写真集 UMIMONOGATARI（2015年10月19日発売、triplea出版）ISBN 978-4990445416

### 舞台
- Girl〈s〉ACTRY 第一回公演「SCHOOL DAYS」（2010年3月30日、笹塚ファクトリー）
- Girl〈s〉ACTRY 第二回公演「SUMMER DAYS」（2010年7月17日、新宿シアターモリエール）
- 問題のない私たち（2012年4月6日 - 8日、座・高円寺） - Aチーム　松野綾 役＆Bチーム　生徒 役[2]

### イベント
- サマーパーティー♥ホリプロ50周年記念!!及びBS-TBS開局10周年記念アイドル50人大集合!!（2010年8月24日、赤坂BLITZ）
- U.M.U AWARD 2010ラスト枠予選会 JUMP UP!!〜IDOLプロアマバトルロイヤル〜!!（2010年12月26日、天王洲銀河劇場）
- U.M.U AWARD 2010〜全国アイドルお取り寄せ展〜（2010年12月27日、天王洲銀河劇場）
- ホリNS火曜祭2016（2016年12月13日、品川ステラボール）[3]

### ニコニコ動画
- 巴奎依のあにめ＼テラ／かたり部っ！☆（2012年2月24日 ゲスト出演、ニコニコ生放送）